# Louis Palander
Adolf Arnold Louis Palander af Vega (Karlskrona, 2 de outubro de 1842 – Djursholm, 7 de agosto de 1920) foi um almirante e explorador polar sueco.

## Vida
Filho de Axel Fredrik Palander, um capitão de fragata da marinha da Suécia, e Emelie Jacquette Constance du Rées. A partir de 1856 frequentou a academia militar Schloss Karlberg. Na primavera de 1864 tornou-se um subtenente e nos anos seguintes embarcou em diversas expedições, estando dentre outros em Serra Leoa e Libéria. Em 1868 ocorreu sua primeira expedição polar, com Adolf Erik Nordenskiöld para Svalbard. Em 1870 foi promovido a tenente, participando no inverno de 1872/73 de outra expedição de Nordenskiölds para Svalbard. Foi condecorado por isto com a cruz de cavaleiro da Ordem de Vasa.
Na expedição de Nordenskiölds de 1878 a 1880 foi o comandante do barco a vapor Vega. Nesta expedição foi atravessada pela primeira vez a Passagem do Nordeste.
Em Svalbard são denominados em sua memória uma ilha no estreito de Hinlopen, uma montanha na Wedel Jarlsberg Land, uma parte da geleira Austfonna e também uma baía, um vale e uma geleira da ilha Nordaustlandet.